# Premio Pulitzer per il miglior giornalismo internazionale
Il premio Pulitzer per il miglior giornalismo internazionale (Pulitzer Prize for International Reporting) è uno dei quattordici premi Pulitzer per il giornalismo che vengono conferiti ogni anno in America. Viene assegnato a un giornalista o a una redazione che si siano distinti per un articolo degno di merito su temi di relazioni internazionali, comprese le corrispondenze dalle Nazioni Unite.
Questo premio fu assegnato a partire dal 1942 come Pulitzer Prize for Telegraphic Reporting - International, assumendo la denominazione di Pulitzer Prize for International Reporting a partire dal 1948.

## Albo d'oro

### Pulitzer Prize for Telegraphic Reporting - International (1942-1947)
- 1942: Laurence Edmund Allen, Associated Press, per la sua corrispondenza sulla Mediterranean Fleet britannica
- 1943: Ira Wolfert, North American Newspaper Alliance, per una serie di articoli sulla campagna delle isole Salomone
- 1944: Daniel De Luce, Associated Press, per i suoi articoli durante il 1943
- 1945: Mark S. Watson, The Baltimore Sun, per i suoi articoli da Washington, Londra e dal fronte francese e italiano nel 1944
- 1946: Homer Bigart, New York Herald Tribune, per i reportage di guerra dal Pacifico
- 1947: Eddy Gilmore, Associated Press, per la sua corrispondenza da Mosca nel 1946

### Pulitzer Prize for International Reporting

#### Anni 1940
- 1948: Paul W. Ward, The Baltimore Sun, per la sua serie di articoli pubblicati nel 1947 sulla vita in Unione Sovietica
- 1949: Price Day, The Baltimore Sun, per la sua serie di 12 articoli dal titolo 'Experiment in Freedom: India and Its First Year of Independence

#### Anni 1950
- 1950: Edmund Stevens, Christian Science Monitor, per la sua serie di articoli dal titolo This Is Russia Uncensored scritti durante la sua permanenza di 3 anni a Mosca
- 1951: Keyes Beech (Chicago Daily News), Homer Bigart e Marguerite Higgins (New York Herald Tribune), Relman Morin e Don Whitehead (Associated Press), Fred Sparks (Chicago Daily News) per i loro articoli sulla Guerra di Corea
- 1952: John M. Hightower, Associated Press, per la costante qualità dei suoi articoli di affari internazionali durante l'anno
- 1953: Austin Wehrwein, Milwaukee Journal, per una serie di articoli sul Canada
- 1954: Jim G. Lucas, Scripps-Howard Newspapers, per i suoi reportage da corrispondente di guerra in Corea
- 1955: Harrison E. Salisbury, New York Times, per la sua serie di articoli Russia Re-Viewed scritti durante i suoi 6 anni come corrispondente del Times in Russia
- 1956: William Randolph Hearst Jr., J. Kingsbury-Smith e Frank Conniff, International News Service, per una serie di interviste esclusive con i leader dell'Unione Sovietica
- 1957: Russell Jones, United Press, per i suoi eccellenti articoli sulla rivoluzione ungherese del 1956
- 1958: Lo staff del New York Times, per gli articoli sugli esteri durante l'intero anno
- 1959: Joseph Martin e Philip Santora, New York Daily News, per la serie di articoli esclusivi sulle brutalità del governo di Fulgencio Batista a Cuba molto prima della sua caduta, prevedendo il trionfo del partito della Rivoluzione cubana di Fidel Castro

#### Anni 1960
- 1960: A.M. Rosenthal, New York Times, per i suoi autorevoli reportage dalla Polonia
- 1961: Lynn Heinzerling, Associated Press, per i suoi articoli scritti in condizioni estremamente difficili delle prime fasi della Crisi del Congo e di eventi in altri paesi africani
- 1962: Walter Lippmann, New York Herald Tribune Syndicate, per la sua intervista del 1961 con il premier sovietico Khrushchev
- 1963: Hal Hendrix, Miami News, per il suo continuo lavoro che ha svelato, in fase iniziale, come l'Unione Sovietica stava installando postazioni di lancio per missili e inviando i MIG-21 a Cuba
- 1964: Malcolm W. Browne (Associated Press) e David Halberstam (New York Times), per i loro articoli sulla Guerra del Vietnam e sul rovesciamento del regime di Diem
- 1965: J. A. Livingston, Philadelphia Bulletin, per gli articoli sulla crescita dell'indipendenza economica tra i paesi satelliti della Russia in Europa dell'est e per il crescente desiderio di commercio con l'Ovest
- 1966: Peter Arnett, Associated Press, per il suo lavoro sulla guerra del Vietnam
- 1967: R. John Hughes, Christian Science Monitor, per i suoi reportage sul tentato golpe comunista in Indonesia del 1965 e sulla purga che ne seguì
- 1968: Alfred Friendly, Washington Post, per i suoi articoli sulla guerra dei sei giorni
- 1969: William Tuohy, Los Angeles Times, per la sua corrispondenza sulla guerra del Vietnamnel 1968

#### Anni 1970
- 1970: Seymour M. Hersh, Dispatch News Service, per la sua denuncia esclusiva del Massacro di My Lai nel 1968
- 1971: Jimmie Lee Hoagland, Washington Post, per le sue cronache sulla lotta all'apartheid in Sudafrica
- 1972: Peter R. Kann, Wall Street Journal, per le sue cronache della guerra Indo-Pakistana del 1971
- 1973: Max Frankel, New York Times, per le sue cronache della visita di Nixon in Cina del 1972
- 1974: Hedrick Smith, New York Times, per i suoi articoli sull'Unione Sovietica e i suoi alleati in Europa dell'Est nel 1973
- 1975: William Mullen, reporter, e Ovie Carter, fotografo, Chicago Tribune, per i loro servizi sulla carenza di cibo in Africa e in India
- 1976: Sydney H. Schanberg, New York Times, per la sua cronaca della presa del potere in Cambogia da parte dei Khmer rossi, nonostante il grave rischio personale quando decise di rimanere al suo posto anche dopo la caduta di Phnom Penh
- 1977: premio non assegnato
- 1978: Henry Kamm, New York Times, per le sue storie sui rifugiati, i boat people vietnamiti, dall'Indocina
- 1979: Richard Ben Cramer, The Philadelphia Inquirer, per i suoi servizi dal Medio Oriente

#### Anni 1980
- 1980: Joel Brinkley, reporter, e Jay Mather, fotografo, Louisville Courier-Journal, per le loro storie dalla Cambogia
- 1981: Shirley Christian, Miami Herald, per i suoi servizi dall'America Centrale
- 1982: John Darnton, New York Times, per i suoi servizi dalla Polonia
- 1983: Thomas L. Friedman e Loren Jenkins, rispettivamente del New York Times e del Washington Post, per i loro servizi sulla Guerra del Libano (1982)
- 1984: Karen Elliott House, Wall Street Journal, per la sua straordinaria serie di interviste a Re Hussein di Giordania
- 1985: Joshua Friedman e Dennis Bell, reporter, e Ozier Muhammad, fotografo, Newsday, per le loro serie sulle tragiche condizioni delle popolazioni africane senza cibo
- 1986: Lewis M. Simons, Pete Carey e Katherine Ellison, San Jose Mercury News, per la loro serie di articoli di giugno 1985 che ha documentato enormi trasferimenti di ricchezza all'estero da parte del presidente Marcos, con un impatto politico diretto nelle Filippine e negli Stati Uniti
- 1987: Michael Parks, Los Angeles Times, per i suoi servizi sul Sudafrica
- 1988: Thomas L. Friedman, New York Times, per i suoi servizi su Israele
- 1989: Bill Keller, New York Times, per i suoi servizi sugli eventi in URSS
- 1989: Glenn Frankel, Washington Post, per i suoi servizi su Israele e il Medio Oriente

#### Anni 1990
- 1990: Nicholas D. Kristof e Sheryl WuDunn, New York Times, per i loro servizi sulla Cina, i movimenti di massa per la democrazia e la loro repressione
- 1991: Caryle Murphy, Washington Post, per i suoi servizi sull'invasione del Kuwait
- 1991: Serge Schmemann, New York Times, per i suoi servizi sulla riunificazione tedesca
- 1992: Patrick J. Sloyan, Newsday, per i suoi servizi sulla guerra del golfo
- 1993: John F. Burns, New York Times, per i suoi servizi sull'Assedio di Sarajevo durante la Guerra in Bosnia ed Erzegovina
- 1993: Roy Gutman, Newsday, per i suoi servizi che hanno svelato le atrocità e le violazioni dei diritti civili in Croazia e in Bosnia ed Erzegovina
- 1994: Lo staff del The Dallas Morning News, per la sua serie di articoli sui molti casi di violenza contro le donne in diverse nazioni
- 1995: Mark Fritz, Associated Press, per i suoi servizi sulla violenza etnica e sui massacri in Ruanda
- 1996: David Rohde, Christian Science Monitor, per i suoi servizi sul massacro di Srebrenica
- 1997: John F. Burns, New York Times, per i suoi servizi sul terribile regime instaurato in Afghanistan dai Talebani
- 1998: Lo staff del New York Times, per la serie di articoli sulla corruzione legata al traffico di stupefacenti in Messico
- 1999: Lo staff del Wall Street Journal, per gli articoli di analisi sulla crisi finanziaria russa del 1998

#### Anni 2000
- 2000: Mark Schoofs, Village Voice, per la sua serie di articoli sulla diffusione dell'HIV/AIDS in Africa
- 2001: Ian Denis Johnson, Wall Street Journal, per le sue storie sulle vittime della persecuzione del Falun Gong da parte del governo cinese
- 2001: Paul Salopek, Chicago Tribune, per i suoi reportage sulle difficili condizioni politiche e sulle epidemie che devastano l'Africa, testimoniati durante i suoi viaggi in Congo
- 2002: Barry Bearak, New York Times, per i suoi servizi sulla vita quotidiana nell'Afghanistan devastato dalla guerra
- 2003: Kevin Sullivan e Mary Jordan, Washington Post, per il loro reportage sull'orribile stato del sistema giudiziario del Messico e delle conseguenze sulla vita quotidiana del popolo
- 2004: Anthony Shadid, Washington Post, per la sua straordinaria capacità di catturare le voci e le emozioni degli Iraq durante l'invasione del loro paese e fino alla caduta del loro leader Saddam Hussein
- 2005: Kim Murphy, Los Angeles Times, per i suoi servizi sulle difficoltà della Russia di gestire il terrorismo, migliorare l'economia e far funzionare la democrazia
- 2005: Dele Olojede, Newsday Long Island, per il suo sguardo fresco e tormentato al Ruanda, dieci anni dopo gli stupri e le uccisioni sistematiche della tribù dei Tutsi
- 2006: Joseph Kahn e Jim Yardley, New York Times, per le loro storie sul sistema giudiziario cinese e le conseguenze sulla gente
- 2007: Lo staff del The Wall Street Journal, per i servizi sugli impatti negativi del capitalismo cinese
- 2008: Steve Fainaru, The Washington Post, per la sua serie di servizi sulle compagnie militari private che in Iraq operano al di fuori delle leggi militari americane
- 2009: Lo staff del The New York Times, per i loro servizi magistrali su problemi e sfide militari e politiche in Afghanistan e Pakistan

#### Anni 2010
- 2010: Anthony Shadid, The Washington Post, per la sua serie di servizi sull'Iraq, nel momento in cui gli Stati Uniti demobilitano le loro forze e il popolo e i leader faticano a gestire l'eredità della guerra e immaginare il futuro della nazione
- 2011: Clifford J. Levy ed Ellen Barry,The New York Times, per i loro ostinati reportage sul traballante sistema giudiziario in Russia, che hanno influenzato notevolmente il dibattito sull'argomento nel paese
- 2012: Jeffrey Gettleman, The New York Times,  per i suoi reportage sulla mancanza di cibo e sui conflitti in Africa orientale, una parte del mondo spesso ignorata ma sempre più strategica
- 2013: David Barboza, The New York Times,  per i suoi servizi sulla corruzione ad alti livelli del governo cinese
- 2014: Jason Szep e Andrew R. C. Marshall, Reuters per i loro servizi sulla persecuzione dei Rohingya, minoranza musulmana del Myanmar che durante i tentativi di scappare dal paese spesso cade vittima di trafficanti di esseri umani
- 2015: Lo staff del The New York Times per i loro servizi sull'Ebola in Africa
- 2016: Alissa J. Rubin, The New York Times, per i suoi servizi sulle donne afgane e sulle crudeltà cui sono sottoposte
- 2017: Lo staff del The New York Times per i loro servizi sugli sforzi di Vladimir Putin esercitare il potere russo all'estero, con mezzi che comprendono l'assassinio, attacchi online e fabbricazione di prove contro gli avversari
- 2018: Clare Baldwin, Andrew R.C. Marshall e Manuel Mogato , Reuters, per il reportage che ha denunciato la brutale serie di omicidi dietro la lotta alle droghe del presidente delle Filippine
- 2019: 
  - Maggie Michael, Maad al-Zikry e Nariman El-Mofty, Associated Press, per una serie che ha descritto in dettaglio le atrocità della guerra in Yemen
  - Lo staff della Reuters, con un notevole contributo di Wa Lone e Kyaw Soe Oo, per aver denunciato unità militari e abitanti dei villaggi buddisti responsabili delle espulsioni sistematiche e degli omicidi dei musulmani Rohingya del Myanmar

#### Anni 2020
- 2020: Lo staff del The New York Times per una serie di storie, avvincenti e rischiose, relative alle predazioni del regime di Putin in Russia
- 2021: Megha Rajagopalan, Alison Killing e Christo Buschek, BuzzFeed News, per una serie di storie che hanno permesso di identificare una nuova vasta infrastruttura costruita dal governo cinese per la detenzione di massa di cittadini di fede islamica
- 2022: Lo staff del The New York Times, col notevole contributo di Azmat Khan, per i coraggiosi reportage che hanno messo in luce l'enorme numero di vittime civili degli attacchi aerei statunitensi in Iraq, Siria e Afghanistan
- 2023: Lo staff del The New York Times  per la costante copertura giornalistica dell'invasione russa dell'Ucraina, inclusa un'indagine sulle vittime ucraine di Bucha
- 2024: Lo staff del The New York Times per l'ampia copertura giornalistica dell'attacco del 7 ottobre di Hamas in Israele, dei fallimenti dell'intelligence israeliana e dell'assalto dell'esercito israeliano a Gaza